# 奧氏糙鮋
奧氏糙鮋，為輻鰭魚綱鮋形目鮋亞目平鮋科的其中一種，為深海魚類，分布於東南太平洋加拉巴哥群島海域，棲息深度402-515公尺，體長可達14.7公分，棲息在礫石底質底層水域，生活習性不明。

## 扩展阅读
維基物種上的相關：奧氏糙鮋